# Bredenstein

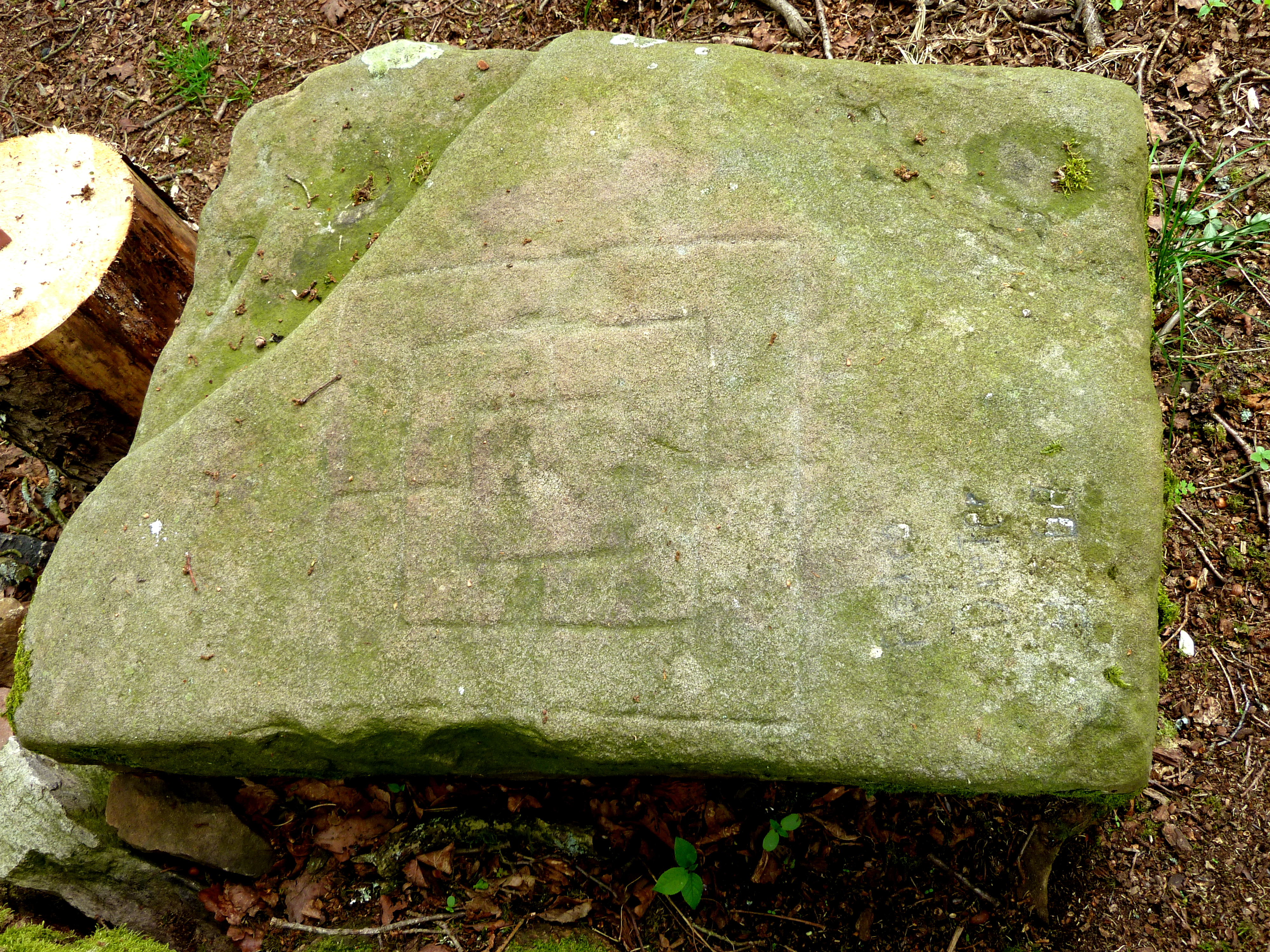
Oberseite des Bredensteins mit Einritzung

Der Bredenstein, ein so genannter Zeichenstein, liegt nahe der B 497 im Naturpark Solling-Vogler, etwa zwei Kilometer südlich von Neuhaus im Solling in Niedersachsen.
Der Stein ist bereits auf der Karte des Sollings aus dem Jahr 1603 eingezeichnet, die Johannes Krabbe (1553–1616) im Auftrag des Herzogs Heinrich Julius verfertigte.

## Beschreibung
An einem Seitenbach der Ahle liegt unweit ihrer Quelle der etwa 1,0 × 0,7 m messende und 0,5 m hohe Sandsteinblock. Er trägt auf seiner Oberfläche eine Einritzung in der Form eines 40 cm großen Mühlespiels. In der Mitte befindet sich ein Schälchen.

## Deutung und Vergleichswerke
Zum Bredenstein liegen abschließende wissenschaftliche Untersuchungen zu Entstehung und Bedeutung nicht vor.
Vergleichbare Darstellungen aus prähistorischer oder historisch älterer Zeit sind aus ganz Europa bekannt, zum Beispiel in Höhlen im Wald von Fontainebleau oder in Felsritzungen des Valcamonica.
Jüngere Muster stammen von einer ursprünglich vermutlich eisenzeitlichen Cross-Slab aus Glencolumbkille in Irland. Ein Mühlespiel ziert auch den Bildstein von Ernstkirchen, der auf Ende des 8. Jahrhunderts datiert wird. Die Einritzungen in derartigen senkrechten Kreuzplatten oder Torbalken wurden offenbar nicht als Mühlespiel genutzt, sondern stellen religiöse oder kultische Sinnbilder dar. Nach Dietrich Evers stellen derartige Petroglyphen ein primitives kosmologisches Modell dar. Sie spiegeln sich in Begrifflichkeiten wie Ober-, Mittel- und Unterwelt bzw. später in Himmel, Erde und Hölle wider.
Regionale Vergleichswerke finden sich auf einer Grabplatte in der Krypta von St. Wiperti (Quedlinburg) und an einem im Museum Holzminden gelagerten Balken.
Wegen der Vertiefung in der Mitte des Bredensteins weist die Darstellung auf einem unweit der Burgruine Pfeffersberg von Hans Fink entdeckten Menhir, einer der Felsbildplätze in Österreich, eine bemerkenswerte Ähnlichkeit auf.
Einer Deutung von Marie E. P. König zufolge visualisiert eine derartige Bildsymbolik das Weltbild der Ersteller. Halbkugelartige Vertiefungen, wie auf einem Schalenstein bei Elvas oder in der Mitte des Bredensteins, wurden von Gerda Weiler als Symbol des kosmischen und irdischen weiblichen Leibes gedeutet. Jutta Voss stellte die These auf, dass sich diese ursprüngliche Symbolik zu kultischen Gefäßen weiterentwickelte und schließlich der christliche Kelch entstand.
Demgegenüber wurde auch eine profane Nutzung des Bredensteins als Grenzstein für Besitz einer nahen Siedlung diskutiert. 1876 wurde ca. 2 km südlich des Bredensteins in dem Ort Schönhagen ein 1583 erbautes Haus abgerissen, wie der dortige Pastor dokumentierte. Laut dem Bericht des Pastors war am Kamin des Hauses ein 2 Fuß hoher rechteckiger Stein eingefügt, in den ein Mühlemuster eingearbeitet war.
Ein Vergleichsbeispiel aus mittelalterlicher Zeit ist ein bespielbares da waagerecht nutzbares in Stein graviertes Mühlespiel, das in Nevern Castle gefunden wurde.
Eine etymologischen Untersuchung des Bredensteins verweist auf die Herkunft „breten“, durch den Wurf entscheiden, also Mühle spielen. Da aber im übertragenen Sinn auch Recht sprechen gemeint ist, also ein Gerichtsplatz, erscheint danach nur die zeitliche Einordnung in das ausgehende Frühmittelalter möglich, hergeleitet aus der Siedlungsentwicklung im Solling.
Eine erste Untersuchung zur Namensherkunft bezog sich auf die 1587 beurkundete Bezeichnung „Bredensteinisch Bruch“ für den Forstort mit dem Bredenstein. Danach ist keine Herleitung von „breiter Stein“, sondern von „Breite“, d. h. herrschaftliches Land, anzunehmen. Zudem besteht danach kein Zusammenhang mit einer Grenzlage, da der Forstort damals zwischen dem Amt Fürstenberg und dem Amt Erichsburg umstritten war.

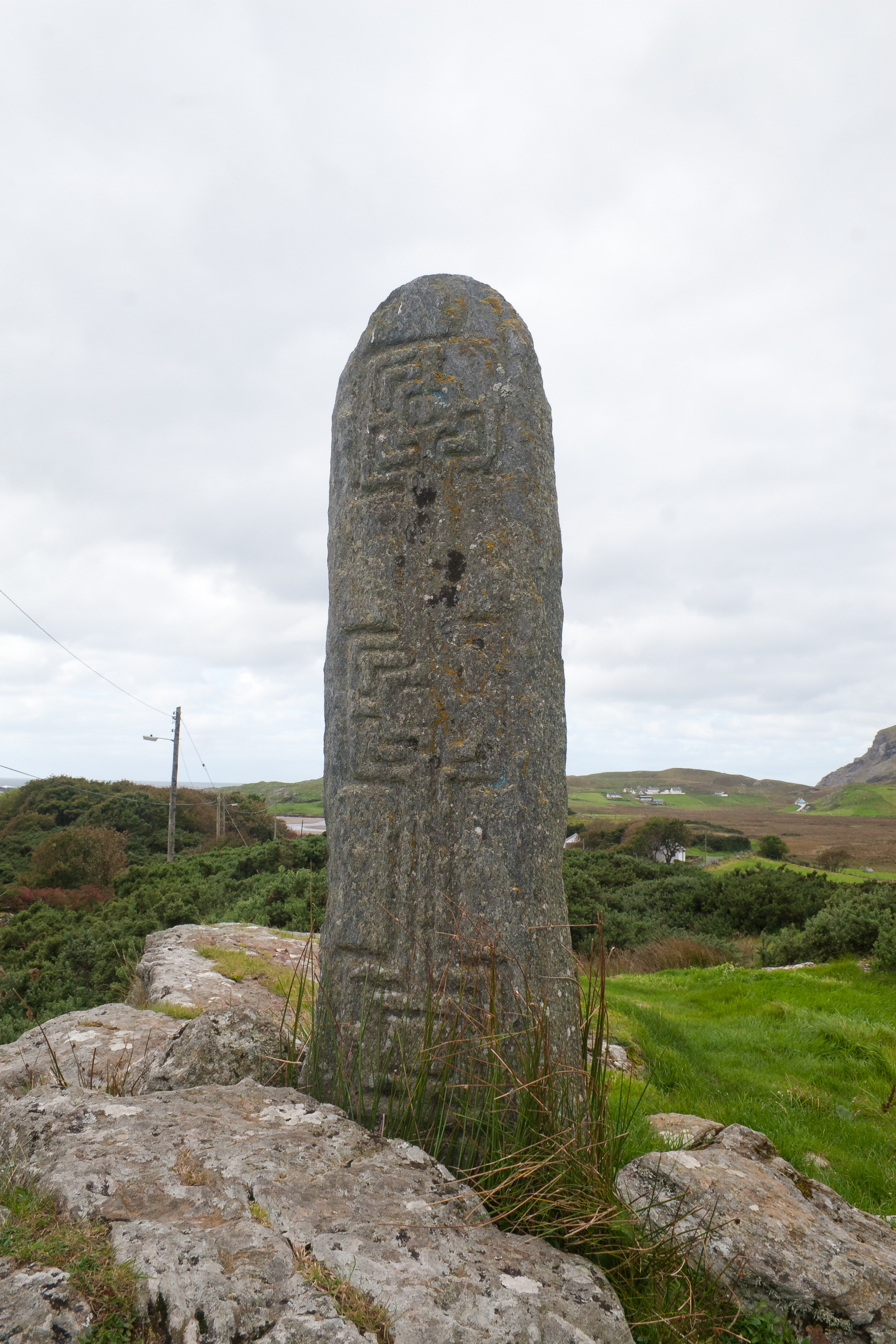
Bei Glencolmcille
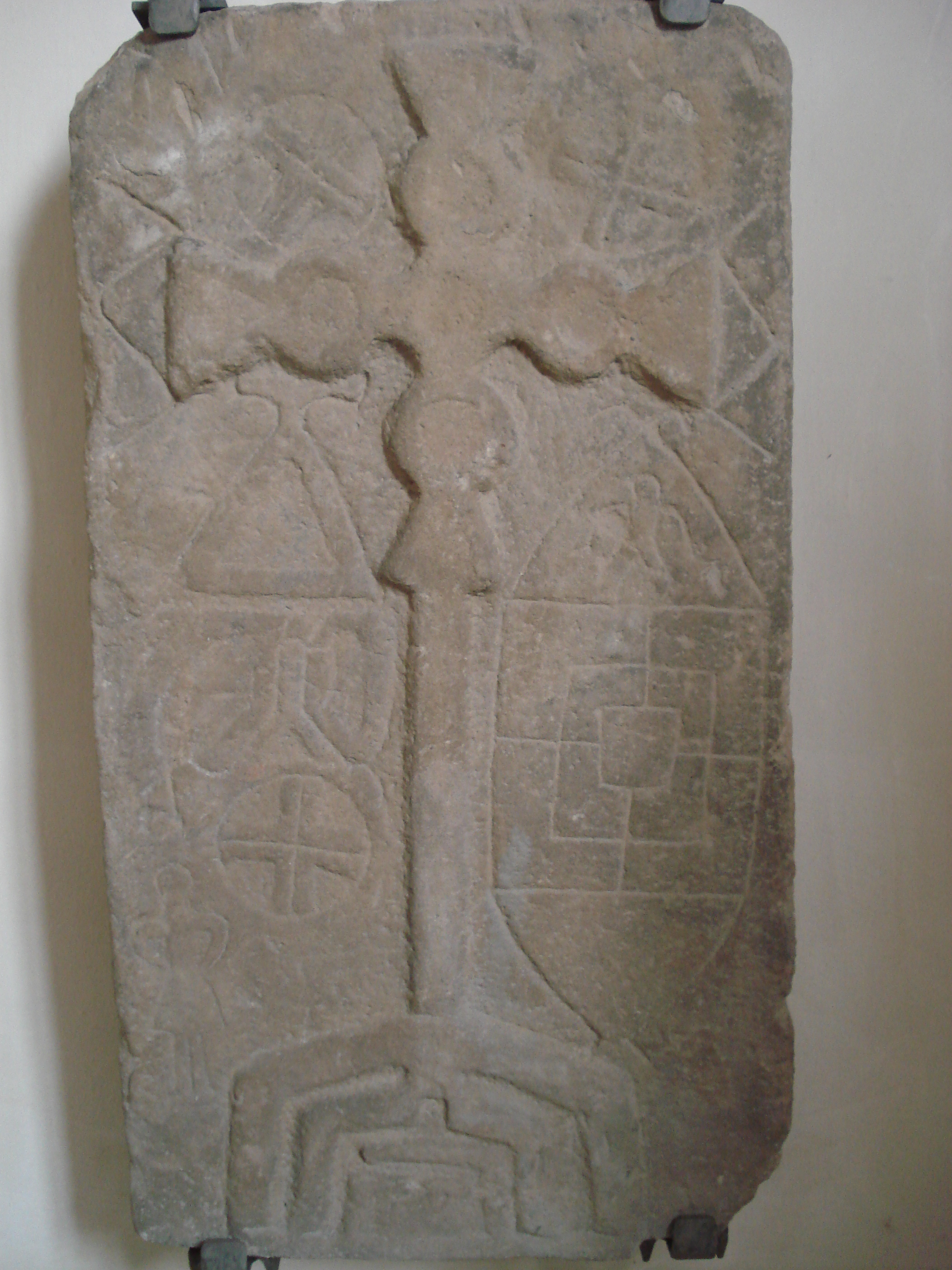
Bildstein von Ernstkirchen
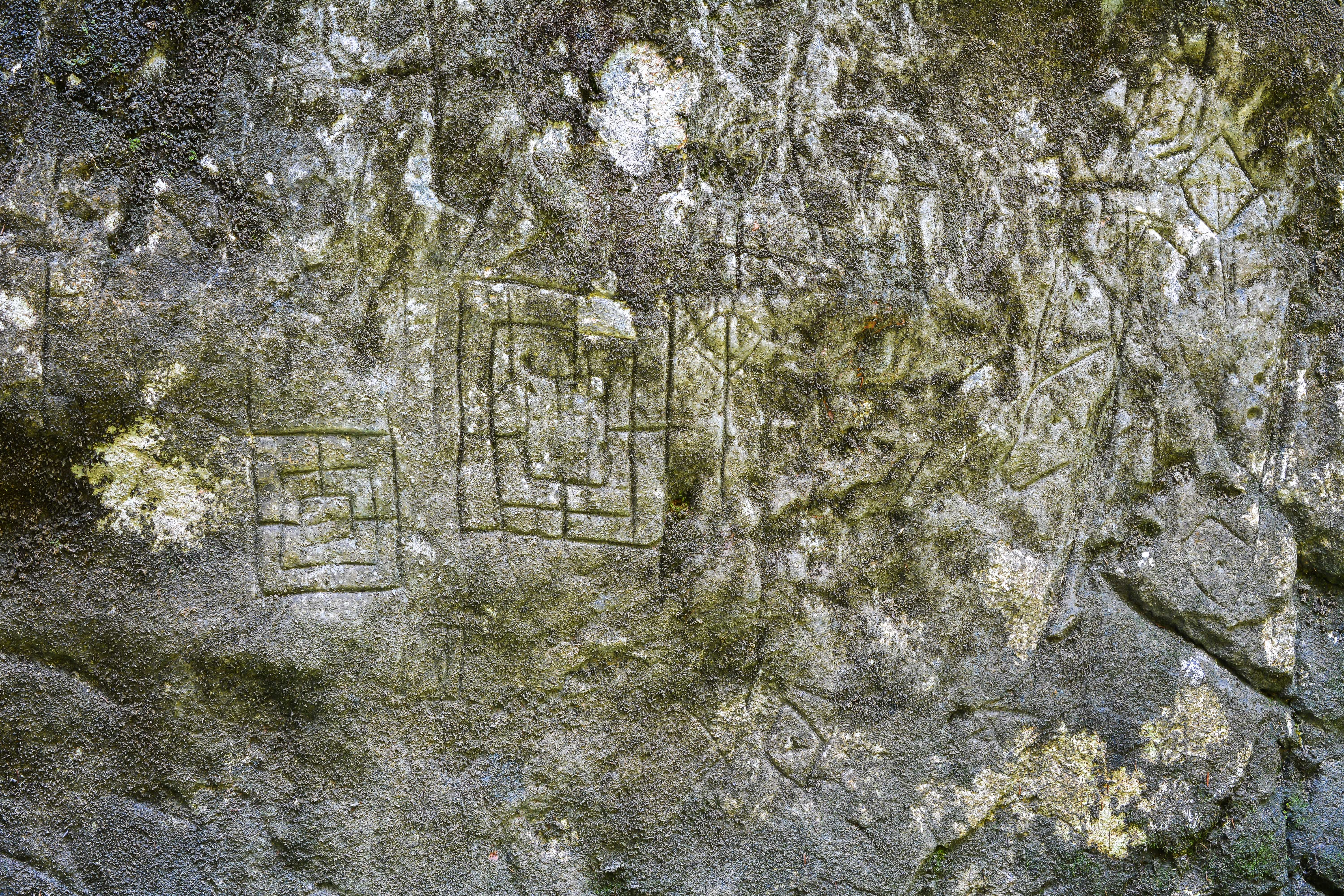
Felsbilder von Höll (Österreich)